# Aix-en-Pévèle
Aix-en-Pévèle település Franciaországban, Nord megyében. Lakosainak száma 1348 fő (2022. január 1.). Aix-en-Pévèle Mouchin, Saméon, Landas, Nomain és Rumegies községekkel határos.

## Népesség
A település népességének változása:
| Lakosok száma | 1122 | 1149 | 1199 | 1220 | 1275 | 1320 | 1368 | 1358 | 1348 |
|               | 2013 | 2015 | 2016 | 2017 | 2018 | 2019 | 2020 | 2021 | 2022 |